# Dysjunkcja zasięgu
Dysjunkcja zasięgu – przerwa w obszarze zasięgu występowania danego gatunku fauny lub flory. Może mieć ograniczony obszarowo charakter (dysjunkcja lokalna) lub globalny (dysjunkcja regionalna, dysjunkcja międzykontynentalna itp.).
O powstaniu dysjunkcji decydują czynniki natury ekologicznej, historycznej i innej.
Rodzaje dysjunkcji:
- dysjunkcje międzykontynentalne:
  - pankontynentalne,
  - pacyficzne
- dysjunkcje wewnątrzkontynentalne:
  - arktyczno-górska,
  - arktyczno-trzeciorzędowa